# Leon Rohde
Leon Rohde (Altona, Hamburg, 10 de maig de 1995) és un ciclista alemany professional des del 2014. Combina la pista amb la carretera.

## Palmarès en ruta
- 2017
  - 1r a la Volta a Düren
- 2018
  - Vencedor d'una etapa al Tour de Fuzhou

## Palmarès en pista
- 2014
  -  Campió d'Europa sub-23 en Madison (amb Domenic Weinstein)
  -  Campió d'Alemanya en puntuació

### Resultats a laCopa del Món
- 2015-2016
  - 1r a Cali, a Madison